# JR北海道キヤ291形気動車
キヤ291形気動車（キヤ291がたきどうしゃ）は、北海道旅客鉄道（JR北海道）の事業用気動車（ラッセル車）である。愛称は「Vermilion Russel」。

## 概要
DE15形ディーゼル機関車の置き換え用として導入されている、除雪専用の気動車である。車籍を持たない除雪用機械としてJR東日本・JR北海道で導入されたENR-1000をベースに、ATSなどの保安装置を搭載した鉄道車両として新潟トランシスで製造された。

### 開発の経緯
JR北海道では2021年（令和3年）11月時点で、雪の多い線区向けのDE15形12両、道内全域に配置した車籍を持たない除雪用機械112両により冬季の除雪を実施していたが、このうちDE15形は同年時点で製造から41‐49年となり、経年劣化や部品入手の困難などの問題が生じていた。
このため大型除雪機械をベースとした後継車が開発されることとなり、2015年（平成27年）度には、JR東日本で採用されているロータリーとラッセルを切替可能な大型除雪用モーターカー「ENR-1000」を1両導入して長期試験を行った。
この結果を受け、鉄道車両として本系列が登場することとなった。当初は2019年（令和元年）度中の試作車落成が計画されていたが、実車の落成は2020年（令和2年）7月にずれ込み、入籍は翌2021年（令和3年）1月22日付となった。試作車導入に係る総工事費用は約5.7億円であった。
なお、DE15形は「機関車」として製造され、除雪装置を取り外して他車の牽引に用いることが可能であったが、本車は「気動車」かつ除雪専用の車両として製造されている。その理由については次のように説明されている。
- 前頭車の取外し等がなくなる
- 燃費の面でメリット（2割改善[新聞 1]）
- 機関車より検査周期が長くなる

## 車体

### 外装
ベース色は「吹雪でも遠方から車両を認識しやすい」として、DE15形の車体色である朱色を踏襲し裾に白帯を入れた。その他、手すり・ステップは白色、屋根は煤煙の汚れを考慮しねずみ色、足回りは既存気動車と同様の黒とした。側面には愛称の「Vermilion Russel」がレタリングされている。

### 車体構造
箱型両運転台の普通鋼製車体であり、工作性と機能面から直線主体の断面となっている。強度を確保するため、台枠と厚い床板で車体の全負重を受けるフレーム構造が採用された。これにより床面高さは旅客車より大幅に高い1,530 mm となっており、天井高さ確保のため、高さは車両限界いっぱいの3,700 mm まで上げ、屋根上は屋外留置で積雪しにくいよう傾斜を設けている。
除雪専用の車両として設計されたため、除雪装置は取り外しできない。前照灯・尾灯は前面窓上に設置し、このほか作業灯が左右に設けられている。

## 主要機器
雪害を考慮し床下は燃料タンク・作業油タンク、保安装置など必要最小限の機器のみとし、そのほかは車内の機関室に格納されている。また、高床構造であることを活かして電線類も台枠中に格納している。

### 走行装置
DD200にて採用されている出力895 kW (1,217 PS) 、排気量30.48 L のV形12気筒直噴（コモンレール）式ディーゼルエンジンN-DML30Z（コマツSAA12V140E-3と同型であり、国鉄時代のDML30系エンジンとは無関係）を1基搭載する。液体式変速機は本形式向けに開発されたもの（日立ニコトランスミッションTDCN-22-6001）で、除雪作業を考慮し、低速域のトルクを大きくとる必要から直結段なしの変速2段の構成としている。また、発電機・空気圧縮機・油圧ポンプの駆動も変速機で行う。
空気圧縮機には、JR北海道の他形式でも採用されている往復式空気圧縮機（C600A）を採用した。
台車は、ENR-1000のものをベースに横圧性能向上、軸間距離短縮（台車枠軽量化）、車軸軸受け内径拡大（質量増のため）の改良を行った、2軸駆動の全心皿支持方式（枕ばねを持たない）ペデスタル台車（N-DT291）である。軸箱支持装置には除雪時のピッチングを抑制する軸ばね制限装置が設けられている。
ブレーキ装置は踏面片押し式ユニットブレーキを採用し、制輪子は焼結制輪子を採用した。電気指令式空気ブレーキ方式を採用し、常用・非常・直通予備・耐雪・救援・留置の6つのブレーキ系統を有する。応荷重制御は台車構造の都合および荷重変動の少なさから設けていない。

### 除雪装置
ENR-1000は主翼を開閉することでロータリー除雪車にもラッセル車にもなる車両であったが、本系列は単なるラッセル車として制作されている。
除雪装置はDE15形と同等の除雪性能（全開位置で幅4,500 mm、13万 m2/hを除雪）を有する。DE15形では雪を進行方向左右に掻く単線型、雪を進行方向左側に掻く複線型の2種が存在したが、本形式は複線式の装置を装備する。装置は次の要素で構成され、それぞれにロック装置・手動での鎖錠装置が設けられている。
| 装置 | 主翼                             | 補助翼                 | フランジャ         | アイスカッター               |
| ---- | -------------------------------- | ---------------------- | ------------------ | ---------------------------- |
| 役割 | 進行方向右側の雪を除雪           | 進行方向左側の雪を除雪 | 軌間を除雪         | フランジウェイ上の氷塊を除去 |
| 形態 | 内格納・運転・半開・全開・外格納 | 格納・半開・全開       | 上げ（格納）・下げ | 上げ（格納）・下げ           |
| 備考 | 内格納・外格納は回送時のみ使用   |                        |                    |                              |

これら機器の操作は乗務員室の除雪操作卓で行うため、目視確認用として主翼先端に表示灯、フランジャに表示装置が設けられている。

### その他装置
冷房装置は搭載されていないが、乗務員室に暖房装置・扇風機が設置され、乗務員室スイッチから操作される。
床下には地上から線路の情報を得るデータデポ装置を搭載しているほか、地上情報を用いた除雪装置の制御を行う準備工事がなされている。
救援用の密着連結器を装備しているが、通常は折りたたんで除雪装置内に格納している。

## 車内設備

### 乗務員室
両端の運転台と除雪操作台は視界確保のため高運転台構造で、DE15形の機器配置を踏襲し、左側に運転士、中央と右側に除雪操作員が着席する。操作卓には除雪状態を監視するカメラが設けられている。このほか、後部にはね上げ式補助席2脚を装備する。
前方窓は視界確保のため、旋回窓、デフロスタ、ヒーターを装備する。また、乗務員室の側面窓は雪対策としてポリカーボネート製の開き窓となっている。

### 機関室
車体中央は機関室であり、冷却装置、吸排気装置、機関・変速機、空制機器など主要機器を室内中央に格納する。その左右に前後の運転台を連絡する通路を設けている。

## 配置・運用
試作車は旭川運転所に配置され、各種試験や除雪作業の効果検証ののち、2022年（令和4年）度冬季より石北本線へ投入されている。
今後、2026年（令和8年）度には、形式未定ながら「ラッセル気動車」6両の投入が予定されている。

## 車歴表
特記ない限りは2021年（令和3年）4月1日時点の情報である。
- 製造…新潟：新潟トランシス
- 配置…旭川：旭川運転所

### JR北海道
1. 1 2 3  『新型除雪車両キヤ291形ラッセル気動車の導入について』（プレスリリース）北海道旅客鉄道、2021年11月10日。2022年3月7日閲覧。
2. ↑  “安全報告書2020” (PDF).   北海道旅客鉄道. 2022年3月7日閲覧。
3. ↑  “安全報告書2016” (PDF).   北海道旅客鉄道. 2022年3月7日閲覧。
4. ↑  “安全報告書2019” (PDF).   北海道旅客鉄道. 2022年3月7日閲覧。

### 新聞
1. 1 2  井上, 潜 (2021年12月14日). “GPSも搭載の新型除雪車両　北海道旭川に登場、石北線へ” (日本語). 朝日新聞デジタル (朝日新聞社) 2022年3月7日閲覧。